# Willy Eisenschitz

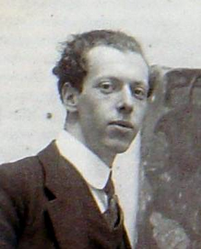
Willy Eisenschitz, 1910

Willy Eisenschitz (* 27. Oktober 1889 in Wien; † 8. Juli 1974 in Paris) war ein österreichisch-französischer Landschafts- und Porträtmaler sowie Illustrator.

## Leben
Eisenschitz wurde als Sohn des wohlhabenden Anwalts Charles Eisenschitz (* 1860) und dessen Ehefrau Pauline Neuberger in Wien geboren. Seine Familie war jüdischer Herkunft. Als 15-Jähriger begann er zu malen. 1911 schrieb er sich an der Akademie der bildenden Künste Wien ein. Da deren akademisches Programm kaum seinen Vorstellungen entsprach, ging er 1912 nach Paris, wo eine Schwester seiner Mutter lebte, die den Philosophen Henri Bergson geheiratet hatte. An der Académie de la Grande Chaumière setzte er sein Studium bei George Desvallières (1861–1950), Émile-René Ménard (1862–1930) und Lucien Simon fort.
In Paris lernte er die spätere Malerin und Cellistin Claire Bertrand (1890–1969) kennen, eine Tochter des französischen Geologen Marcel Alexandre Bertrand. 1914 heirateten sie. Bald nach Ausbruch des Ersten Weltkriegs wurde er als feindlicher Ausländer verhaftet und in ein Internierungslager bei Angers gebracht. Dorthin folgte ihm seine Ehefrau. In dem Lager wurden ihre Kinder geboren, 1915 Evelyn, die eine Malerin wurde, und 1916 David († 1944), später ein Fotograf. Aus gesundheitlichen Gründen erhielt Familie Eisenschitz im Jahr 1917 die Erlaubnis zur Ausreise in die Schweiz (Luzern). Nachdem sie 1919 kurzzeitig in Wien gelebt hatten, zogen sie 1920 zur Schwiegermutter in die Pariser Rue de Tournon. Persönlichkeiten, die er in dieser Zeit kennenlernte, beauftragten ihn mit Porträts und dekorativen Kompositionen.
Seine Malerei, die bis dahin weitgehend dem Impressionismus verpflichtet und von der Künstlergruppe der Nabis beeinflusst war, orientierte sich nun stärker in eine neusachliche Richtung. Das faszinierende Erlebnis von Licht auf einer Reise nach Südfrankreich (1921) und bei einem Aufenthalt in Italien (1922) führte ihn dann zu einer expressionistischen Malweise. Auch Merkmale der Malerei seines Vorbildes Paul Cézanne begannen seine Kunst nun stärker zu prägen. Hohe Bedeutung hatte für ihn ein harmonisch gestalteter Bildaufbau, erst später, nach 1945, dominierte die Farbe seine Malerei. Er wurde Mitglied der Société nationale des beaux-arts. Als bekannter Landschaftsmaler waren seine Arbeiten in mehreren avantgardistischen Galerien und regelmäßig in den großen Pariser Salons ausstellt, so 1928 erstmals im Salon d’Automne. Nachdem die Kritik seine Arbeit anerkannt hatte, kaufte auch der französische Staat mehrere seiner Werke.
Eine Tuberkulose erzwang 1923 einen Aufenthalt in einem Sanatorium. Nach der Genesung zog er mit seiner Familie 1925 nach Dieulefit ins Département Drôme. 1927 bezogen sie das ehemalige Kloster Les Minimes in La Valette-du-Var bei Toulon. Der dort lebenden Maler Pierre Deval (1897–1993) machte ihn mit bedeutenden bildenden Künstlern und Schriftstellern der Gegend bekannt. Reisen unternahm er mit der Ehefrau 1924 nach Italien, 1928 in die Schweiz, 1929 und 1936 nach Spanien sowie 1938 nach Irland. Weiterhin stellte er regelmäßig in Paris aus. Mehrmals jährlich führten ihn Reisen dorthin. Als 1931 eine schwere Arthritis seine rechte Schulter beeinträchtigte, wandte er sich der Aquarellmalerei zu.
Durch Unterstützung des Schriftstellers Aldous Huxley konnte er 1934 seine Arbeiten in London ausstellen. Im Jahr 1935 ließ er sich als französischer Staatsbürger naturalisieren. Der Schriftsteller Jean Giono beauftragte ihn Mitte der 1930er Jahre mit 17 Aquarell-Illustrationen für das Werk Les vraies richesses (Lausanne 1936), bald darauf mit 20 Radierungen für das Werk Entrée du Printemps et Mort du blé (Paris 1938). In dieser Zeit nahm er an Ausstellungen in den Vereinigten Staaten und in Südamerika teil. Auf der Weltfachausstellung Paris 1937 erhielt er einer Goldmedaille.

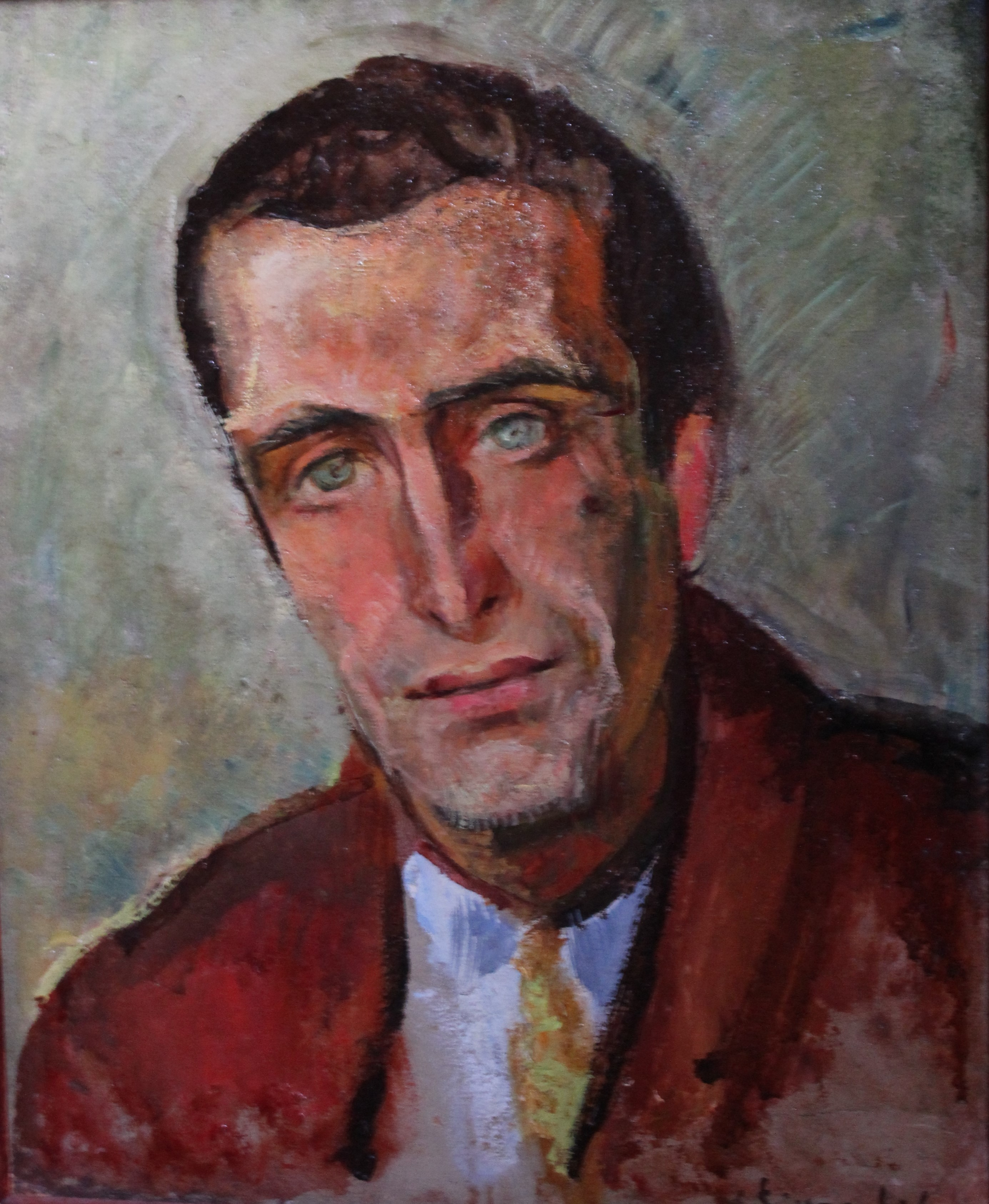
Bildnis des Dichters Pierre Emmanuel, 1940er Jahre

Als sich während des Zweiten Weltkrieges die Situation für Menschen jüdischer Abstammung und Regimegegner in Frankreich verschärft hatte, tauchte Eisenschitz 1943 in Dieulefit unter, wo sich zahlreiche Intellektuelle und Künstler, u. a. Pierre Jean Jouve, Pierre Emmanuel, Emmanuel Mounier, Pierre Guastalla (1891–1968), Robert Lapoujade, Étienne Martin und Wols, aus gleichen Gründen verbargen. Damals malte er unter dem Pseudonym „Villiers“. Sein Sohn David, der in der Résistance aktiv geworden war, wurde durch die deutsche Besatzungsmacht verhaftet. Er kam 1944 im KZ Neuengamme um.
Nach dem Krieg nahm er mit seiner Frau und seiner Tochter an zahlreichen gemeinsame Ausstellungen in Südfrankreich teil. In den Jahren 1952 bis 1967 verlebte er den Sommeranfang alljährlich auf Ibiza. Einige in dieser Zeit geschaffene Werk kauften die US-amerikanischen Sammler Nathan Cummings aus Chicago und Lehmann aus New York. 1958 erwarb Eisenschitz ein Häuschen im Gebirgszug Alpilles. Von dort durchstreifte er die Provence auf der Suche nach Motiven. 1959 zog es ihn nach Afrika, wo er dem Volk der Dogon begegnete. In den 1960er Jahren malte er häufig im Languedoc, in der Gegend um Gruissan und Montpellier. Nachdem 1969 seine Ehefrau gestorben war, wohnte er meist wieder in Paris, auch in Les Goudes bei Marseille, dessen öde Felsenküste ihn inspirierte. Die Malerei der letzten Phase seines Schaffens löste sich zunehmend von der figürlichen Darstellung.
Willy Eisenschitz starb im Alter von 84 Jahren in Paris. Dort wurde er auf dem Cimetière Montparnasse bestattet.